# エリモダンディー
エリモダンディー（欧字名:Erimo Dandy、1994年5月11日 - 1998年2月8日）は、日本の競走馬。主な勝ち鞍に1997年の京阪杯、1998年の日経新春杯。

## 戦歴

### 3歳 - 4歳
エリモダンディーは体躯の小さな馬で、入厩時は装鞍をしても400キログラムにも満たなく関係者を驚かせたという。しかし、小柄ゆえに仕上がりも早く、新馬戦開始直後の6月の札幌の新馬戦で早くもデビューし、勝ち名乗りを上げた。しかしその後、2戦したが掲示板には載れず、3歳のシーズンを終えている。
明けて4歳、初戦は500万下条件戦の福寿草特別に出走。前走のエリカ賞（500万下）では早仕掛けからブービー負けを喫したことから人気を落としていたが、レースでは直線一気のごぼう抜きで快勝した。続くオープン特別の若駒ステークスでもランニングゲイル以下をなぎ倒し、クラシック戦線に名乗りを上げた。
しかし、共同通信杯4歳ステークス5着、すみれステークス2着を経て挑んだ皐月賞では7着、日本ダービーでは4着と、サニーブライアンの逃げの前に得意の追い込みは不発に終わった。
秋は札幌のオープン特別のタイムス杯7着、京都新聞杯5着を経て菊花賞に挑んだが、マチカネフクキタルの10着に終わり、結局三冠レースは1つも勝てなかった。それでも、エリモダンディーは菊花賞から3週間後の京阪杯で重賞初制覇を挙げた。

### 5歳
5歳になり古馬になったエリモダンディーの初戦は京都金杯。このレースでエリモダンディーは1番人気に推されたが2着に敗れてしまう。
続くレースは日経新春杯。このレースでエリモダンディーは直線一気の競馬を見せ、重賞2勝目を手にした。ところがレース直後、エリモダンディーに騎乗していた武豊が馬体の異常に気づき、馬場内で下馬してしまう。すぐさま診療所に運ばれたが診断の結果、左第一指骨骨折で全治9ヶ月という重傷を負っていたことが判明し、エリモダンディーは厩舎で療養することになった。
だが、エリモダンディーは療養中にもともと持病があった内臓を患い、1998年2月8日、結腸捻転で死亡した。

## 競走成績
以下の内容は、netkeiba.comおよびJBISサーチに基づく。
| 年月日 | 年月日 | 年月日 | 競馬場 | 競走名         | 格   | 頭数 | 枠番 | 馬番 | オッズ （人気） | オッズ （人気） | 着順 | 騎手       | 斤量 | 距離（馬場）  | タイム （上り3F） | タイム差 | 勝ち馬/（2着馬）       |
| 1996   | 6.     | 9      | 札幌   | ３歳新馬       |      | 8    | 4    | 4    | 5.6             | （3人）         | 1着  | 田面木博公 | 53   | 芝1000m（良） | 0:59.0 (34.9)     | 0.1      | （ママノパンチ）       |
|        | 7.     | 7      | 札幌   | ラベンダー賞   | OP   | 7    | 1    | 1    | 4.0             | （2人）         | 7着  | 田面木博公 | 53   | 芝1200m（良） | 1:13.7 (38.3)     | -2.4     | カケノジンライ         |
|        | 12.    | 7      | 阪神   | エリカ賞       | 500  | 10   | 1    | 1    | 49.4            | （9人）         | 9着  | 松永幹夫   | 54   | 芝2000m（良） | 2:05.0 (36.8)     | -0.9     | タヤススリーセブン     |
| 1997   | 1.     | 6      | 京都   | 福寿草特別     | 500  | 14   | 4    | 5    | 57.4            | （10人）        | 1着  | 松永幹夫   | 55   | 芝2000m（良） | 2:02.6 (35.7)     | 0.6      | （ドロテアス）         |
|        | 1.     | 19     | 京都   | 若駒S          | OP   | 7    | 4    | 4    | 3.1             | （2人）         | 1着  | 松永幹夫   | 55   | 芝2000m（良） | 2:02.7 (34.6)     | 0.3      | （ランニングゲイル）   |
|        | 2.     | 9      | 東京   | 共同通信杯4歳S | GIII | 9    | 1    | 1    | 4.2             | （2人）         | 5着  | 河北通     | 56   | 芝1800m（良） | 1:48.0 (35.4)     | -0.5     | メジロブライト         |
|        | 3.     | 8      | 阪神   | すみれS        | OP   | 9    | 7    | 7    | 1.3             | （1人）         | 2着  | 武豊       | 56   | 芝2200m（良） | 2:20.3 (34.8)     | -0.3     | バーボンカントリー     |
|        | 4.     | 13     | 中山   | 皐月賞         | GI   | 18   | 3    | 6    | 21.2            | （8人）         | 7着  | 河北通     | 57   | 芝2000m（良） | 2:02.5 (35.9)     | -0.5     | サニーブライアン       |
|        | 6.     | 1      | 東京   | 東京優駿       | GI   | 17   | 4    | 7    | 30.1            | （8人）         | 4着  | 河北通     | 57   | 芝2400m（良） | 2:26.2 (34.2)     | -0.3     | サニーブライアン       |
|        | 9.     | 14     | 札幌   | タイムス杯     | OP   | 8    | 7    | 7    | 2.5             | （2人）         | 7着  | 松永幹夫   | 55   | 芝2000m（良） | 2:04.5 (35.2)     | -1.0     | カミノクレモナ         |
|        | 10.    | 12     | 京都   | 京都新聞杯     | GII  | 12   | 2    | 2    | 8.8             | （5人）         | 5着  | 河北通     | 57   | 芝2200m（良） | 2:13.5 (34.5)     | -0.4     | マチカネフクキタル     |
|        | 11.    | 2      | 京都   | 菊花賞         | GI   | 18   | 5    | 9    | 17.0            | （5人）         | 10着 | 河北通     | 57   | 芝3000m（良） | 3:08.4 (34.4)     | -0.7     | マチカネフクキタル     |
|        | 11.    | 22     | 京都   | 京阪杯         | GIII | 15   | 2    | 3    | 5.6             | （4人）         | 1着  | 武豊       | 55   | 芝1800m（稍） | 1:48.2 (36.2)     | 0.1      | （ナムラホームズ）     |
| 1998   | 1.     | 5      | 京都   | 京都金杯       | GIII | 16   | 5    | 9    | 2.2             | （1人）         | 2着  | 武豊       | 56   | 芝2000m（良） | 2:00.8 (34.8)     | -0.2     | ミッドナイトベット     |
|        | 1.     | 25     | 京都   | 日経新春杯     | GII  | 16   | 5    | 9    | 2.6             | （2人）         | 1着  | 武豊       | 56   | 芝2400m（良） | 2:26.3 (34.6)     | 0.4      | （メイショウヨシイエ） |

## 血統表
| エリモダンディーの血統                                  | エリモダンディーの血統                                    | エリモダンディーの血統                                    | （血統表の出典）                                          | （血統表の出典） |
| 父系                                                    | ロベルト系（ヘイルトゥリーズン系 / ブライアンズタイム系） | ロベルト系（ヘイルトゥリーズン系 / ブライアンズタイム系） | ロベルト系（ヘイルトゥリーズン系 / ブライアンズタイム系） | [ § 2 ]          |
| 父 *ブライアンズタイム Brians Time 1985 黒鹿毛 アメリカ | 父の父Roberto 1969 鹿毛 アメリカ                          | Hail To Reason                                            | Turn-to                                                   | Turn-to          |
| 父 *ブライアンズタイム Brians Time 1985 黒鹿毛 アメリカ | 父の父Roberto 1969 鹿毛 アメリカ                          | Hail To Reason                                            | Nothirdchance                                             |                  |
| 父 *ブライアンズタイム Brians Time 1985 黒鹿毛 アメリカ | 父の父Roberto 1969 鹿毛 アメリカ                          | Bramalea                                                  | Nashua                                                    | Nashua           |
| 父 *ブライアンズタイム Brians Time 1985 黒鹿毛 アメリカ | 父の父Roberto 1969 鹿毛 アメリカ                          | Bramalea                                                  | Rarelea                                                   |                  |
| 父 *ブライアンズタイム Brians Time 1985 黒鹿毛 アメリカ | 父の母Kelley's Day 1977 鹿毛 アメリカ                     | Graustark                                                 | Ribot                                                     | Ribot            |
| 父 *ブライアンズタイム Brians Time 1985 黒鹿毛 アメリカ | 父の母Kelley's Day 1977 鹿毛 アメリカ                     | Graustark                                                 | Flower Bowl                                               |                  |
| 父 *ブライアンズタイム Brians Time 1985 黒鹿毛 アメリカ | 父の母Kelley's Day 1977 鹿毛 アメリカ                     | Golden Trail                                              | Hasty Road                                                | Hasty Road       |
| 父 *ブライアンズタイム Brians Time 1985 黒鹿毛 アメリカ | 父の母Kelley's Day 1977 鹿毛 アメリカ                     | Golden Trail                                              | Sunny Vale                                                |                  |
| 母 エリモフローレンス 1990 鹿毛 日本                    | 母の父*イルドブルボン Ile De Bourbon 1975 鹿毛 アメリカ   | Nijinsky                                                  | Northern Dancer                                           | Northern Dancer  |
| 母 エリモフローレンス 1990 鹿毛 日本                    | 母の父*イルドブルボン Ile De Bourbon 1975 鹿毛 アメリカ   | Nijinsky                                                  | Flaming Page                                              |                  |
| 母 エリモフローレンス 1990 鹿毛 日本                    | 母の父*イルドブルボン Ile De Bourbon 1975 鹿毛 アメリカ   | Roseliere                                                 | Misti                                                     | Misti            |
| 母 エリモフローレンス 1990 鹿毛 日本                    | 母の父*イルドブルボン Ile De Bourbon 1975 鹿毛 アメリカ   | Roseliere                                                 | Peace Rose                                                |                  |
| 母 エリモフローレンス 1990 鹿毛 日本                    | 母の母*デプグリーフ Depgleef 1974 鹿毛 アメリカ           | Vaguely Noble                                             | Vienna                                                    | Vienna           |
| 母 エリモフローレンス 1990 鹿毛 日本                    | 母の母*デプグリーフ Depgleef 1974 鹿毛 アメリカ           | Vaguely Noble                                             | Noble Lassie                                              |                  |
| 母 エリモフローレンス 1990 鹿毛 日本                    | 母の母*デプグリーフ Depgleef 1974 鹿毛 アメリカ           | Depth                                                     | Buckpasser                                                | Buckpasser       |
| 母 エリモフローレンス 1990 鹿毛 日本                    | 母の母*デプグリーフ Depgleef 1974 鹿毛 アメリカ           | Depth                                                     | Batteur F-No.9-f                                          |                  |
| 母系(F-No.)                                             | 9号族(FN:9-f)                                             | 9号族(FN:9-f)                                             | 9号族(FN:9-f)                                             | [ § 3 ]          |
| 5代内の近親交配                                         | 5代内アウトブリード                                       | 5代内アウトブリード                                       | 5代内アウトブリード                                       | [ § 4 ]          |
| 出典                                                    | 1. 2. 3. 4.                                               | 1. 2. 3. 4.                                               | 1. 2. 3. 4.                                               | 1. 2. 3. 4.      |